# Чёрное озеро (Шатура)
Чёрное — озеро в Шатурском городском поселении Шатурского района Московской области, в северо-восточной части города Шатуры. Соединено протокой с озером Святое.

## Физико-географическая характеристика
Происхождение озера ледниковое.
Площадь — 0,15 км² (15 га), длина — около 600 м, ширина — около 450 м. Для озера характерны отлогие, низкие берега.
Глубина — 3—7 м, максимальная глубина достигает 10 м. Дно котлованное, песчаное. Вода полупрозрачная, торфяная с коричневой окраской. Видимость от 25 до 40 см.
Зарастаемость озера менее 20 %. По берегам озера произрастает лес и кустарник. Среди водной растительности распространены камыш, тростник, элодея, ряска. В озере обитают щука, окунь, карась, плотва, судак, лещ, язь, карп, толстолобик, сазан, белый амур, ёрш, сомик, уклея.
Озеро используется для рекреационных целей. Имеет хозяйственное значение.